# Dysschema holofernes
Dysschema holofernes är en fjärilsart som beskrevs av Butler 1871. Dysschema holofernes ingår i släktet Dysschema och familjen björnspinnare. Inga underarter finns listade i Catalogue of Life.